# Pyrgilauda ruficollis
El gorrión cuellirrufo (Pyrgilauda ruficollis) es una especie de ave paseriforme de la familia propia de la meseta tibetana.

## Identificación
Estas aves miden alrededor de 15 cm y son muy distintivas en su zona. De colores bastante brillantes para un gorrión, los adultos y los jóvenes se distinguen por su apariencia. Los adultos tienen lorums negros y caras blanquecinas, excepto por las coberteras auriculares traseras y los lados del cuello, que son castaños o marrón rojizo. El resto del plumaje es de color marrón claro, con bandas más oscuras en el manto y los escapularios. Las alas tienen dos barras alares blancas formadas por las puntas de las coberteras. Los jóvenes son más pálidos que los adultos, sin un patrón facial bien definido.
Se puede confundir con el gorrión de Blanford, pero Pyrgilauda ruficollis tiene dos franjas negras en la cara. También han desarrollado una tasa de metabolismo mayor que la mayoría de las otras aves, una mejor tolerancia a las bajas temperaturas y una mayor capacidad de movimiento.

## Voz
Tiene una voz suave y un llamado de alarma castañeteante. También emite zumbidos mientras vuela.

## Comportamiento
Es muy común a nivel local. En la época de apareamiento, por lo general, se encuentra en estrecha asociación con liebres de ratón o pikas, en cuyas madrigueras se reproduce y esconde. Cuando termina la temporada de reproducción, es más probable que se encuentre en bandadas pequeñas, cuando se extiende sobre una amplia variedad de terrenos montañosos en compañía de otros pinzones como los pinzones de Blanford.
El vuelo es débil y bajo, y rara vez recorre largas distancias. Se alimenta del suelo, de una variedad de pequeñas semillas e insectos.

## Distribución y hábitat

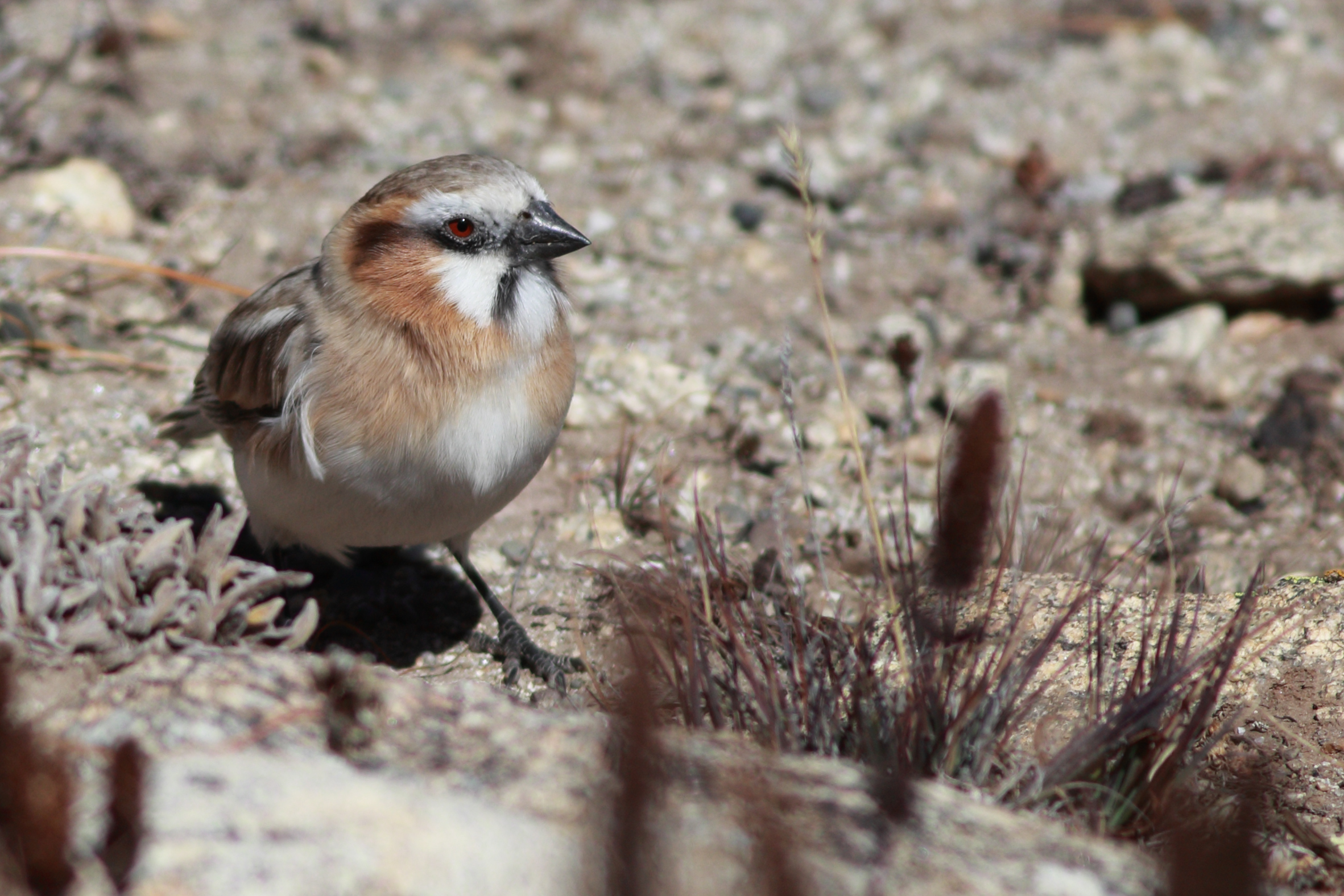
Gorrión cuellirrufo avistado en el norte de Sikkim, el 15 de octubre de 2019.

Se encuentra naturalmente en Tíbet y áreas adyacentes del centro y oeste de China, en las praderas templadas alpinas y estepas y mesetas pedregosas y estériles; migra en invierno hacia el sur, hasta Uttarakhand, Nepal, Sikkim y Bután, a veces a altitudes más bajas. Por lo tanto, se encuentra en prados esteparios amplios y abiertos, pastos y asentamientos humanos cercanos.
Son principalmente sedentarios, solo realizan movimientos altitudinales irregulares en respuesta a condiciones climáticas particularmente adversas y nunca realizan movimientos de larga distancia.